# Takaroa (Gemeinde)
Takaroa ist eine Gemeinde im Tuamotu-Archipel in Französisch-Polynesien.
Die Gemeinde besteht aus 2 Atollen und einer Insel. Sie ist in 2 „Communes associées“ (Teilgemeinden) untergliedert. Der Hauptort der Gemeinde ist Takaroa. Der Code INSEE der Gemeinde ist 98749.

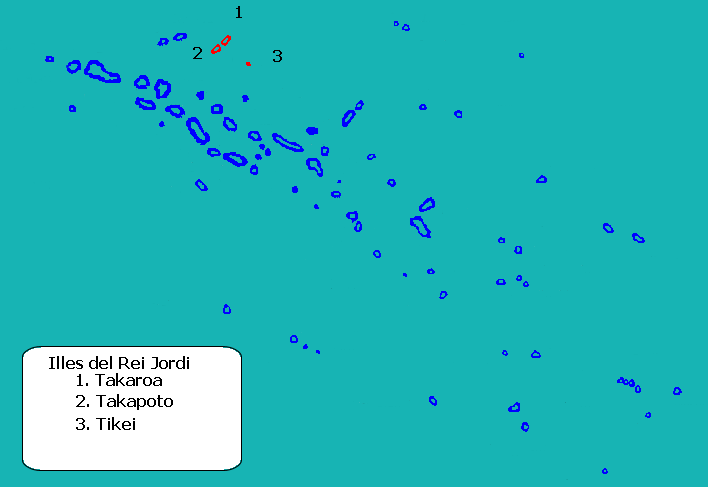
Position der Gemeinde Takaroa

| Atoll oder Insel | Hauptort     | Einwohner 2022 | Landfläche (km2) | Lagune (km2) | Post- leitzahl | Koordinaten           |
| ---------------- | ------------ | -------------- | ---------------- | ------------ | -------------- | --------------------- |
| Takaroa1         | Teavaroa     | 537            | 20               | 93           | 98781          | 14° 27′ S, 144° 59′ W |
| Takapoto1        | Fakatopatere | 513            | 15               | 85           | 98782          | 14° 37′ S, 145° 12′ W |
| Tikei            | Tereporepo   | ?              | 4                | –            |                | 14° 57′ S, 144° 33′ W |
| Gemeinde Takaroa | Teavaroa     | 1050           | 39               | 178          |                |                       |

1 „Commune associée“ (Teilgemeinde)